# Hellerud (metrostation)
Hellerud is een metrostation in de Noorse hoofdstad Oslo. Het station werd geopend op 29 oktober 1967 en wordt bediend door de lijnen 2 en 3 van de metro van Oslo.